# Mythimna coronilla
Mythimna coronilla är en fjärilsart som beskrevs av Emilio Berio 1973. Mythimna coronilla ingår i släktet Mythimna och familjen nattflyn. Inga underarter finns listade i Catalogue of Life.